# Natwarsinhji Bhavsinhji
Natwarsinhji Bhavsinhji (Porbandar, 30 giugno 1901 – Porbandar, 4 ottobre 1979) fu maharaja di Porbandar dal 1908 al 1948.

## Biografia
Unico figlio del maharaja rana shri Bhavsinhji Madhavsinhji Sahib Bahadur, rana sahib di Porbandar, e della sua terza moglie, la maharani bama sahib ramba Kunverba Sahiba di Bhavnagar, nacque a Porbandar nel 1901.
Fu educato al Rajkumar College di Rajkot, e alla morte di suo padre il 10 dicembre 1908 gli succedette, venendo poi ufficialmente incoronato il 26 gennaio 1920 quando raggiunse l'età per governare autonomamente.
Si sposò due volte, ma non ebbe figli. In prime nozze sposò Rupaliba Sahiba (1898–1943) di Limbdi nel 1920 e, dopo di lei, si risposò Anant Kunverba ovvero Annette de Silva (1911–1989) nel 1954.

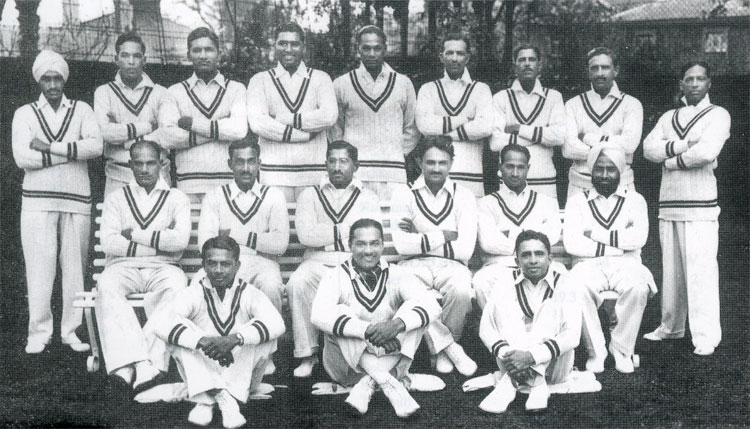
La squadra indiana di cricket nel 1932 in Inghilterra. Il maharaja di Porbandar, il maharaja rana shri sir Natwarsinhji Bhavsinhji (capitano), è il terzo seduto da destra con K. S. Limbdi (vice capitano) seduto alla sua destra e C. K. Nayudu seduto a sinistra.

Capitanò la squadra di cricket dell'India nel suo primo tour in Inghilterra nel 1932, giocando al fianco del fuoriclasse C.K. Nayudu. K. S. Ghanshyamsinhji, fratello maggiore di Rupaliba Sahiba, fu suo vice capitano.
Natwarsinhji fu pittore, scrittore e musicista; tra le sue opere letterarie From the Flow of Life (1967), India's Problems: Reflections of an Ex-Ruler (1970) e International Solidarity (1975). Fu compositore al fianco di A.W. Hansen, dell'Oriental Moon Waltz nel 1930.
Donò delle terre a Nanji Kalidas Mehta per avviare le manifatture tessili Maharana Mills. Dopo l'indipendenza dell'India, unì il proprio stato allo Stato Unito di Kathiawar il 15 febbraio 1948. Si interessò con Nanji Kalidas Mehta alla costruzione del Kirti Mandir a Porbandar, quale memoriale alla figura di Mahatma Gandhi.
Il maharaja Natwarsinhji morì a Porbandar nel 1979. Sebbene avesse adottato un figlio, Rajkumar Udaibhansinhji Jethwa, nel 1941, questi morì nel 1977 senza eredi; per cui la sovranità della casata da allora è rimasta disputata.